# Dharmshala (tipo de edificio)

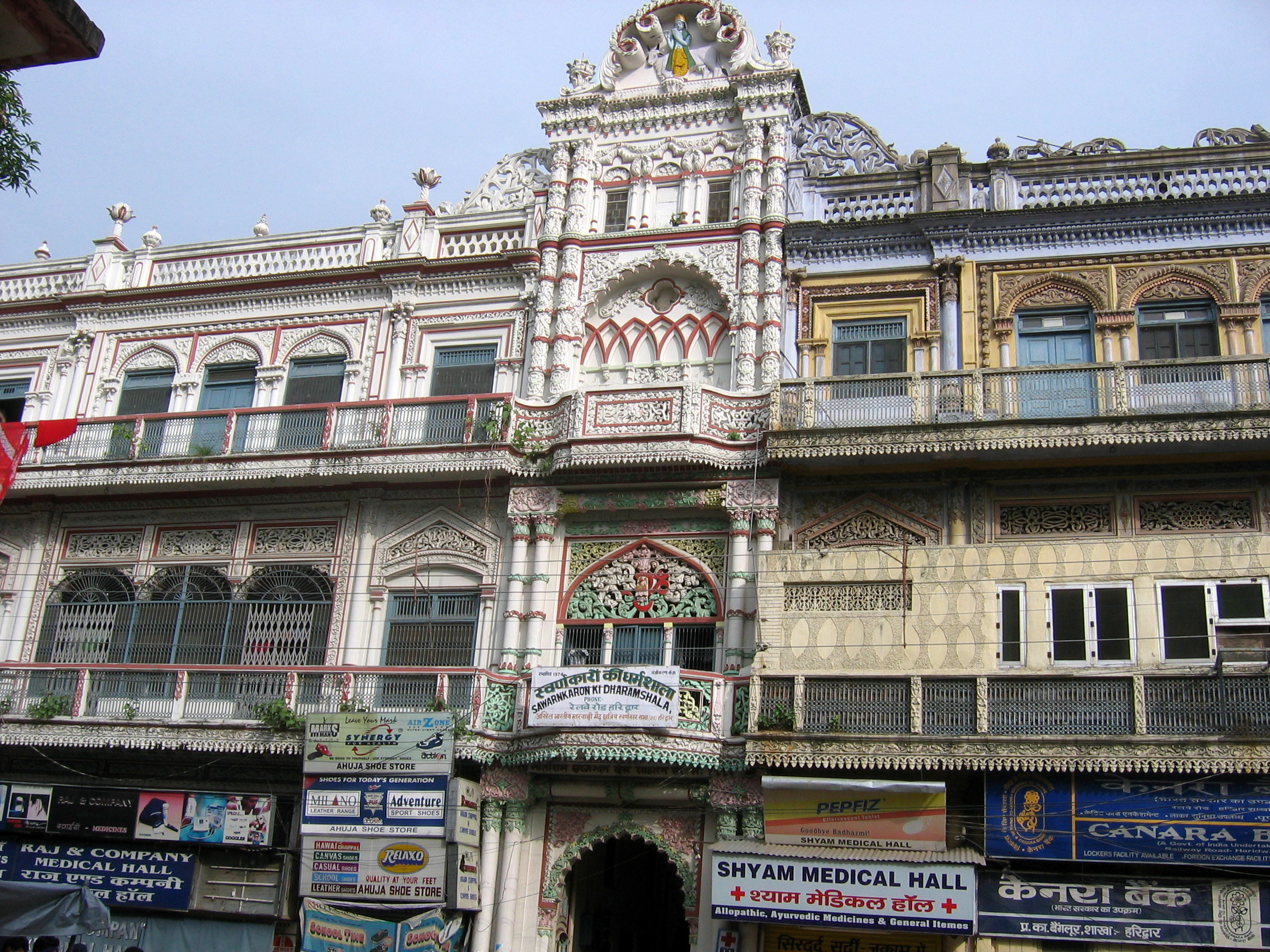
Dharamshala en Haridwar.

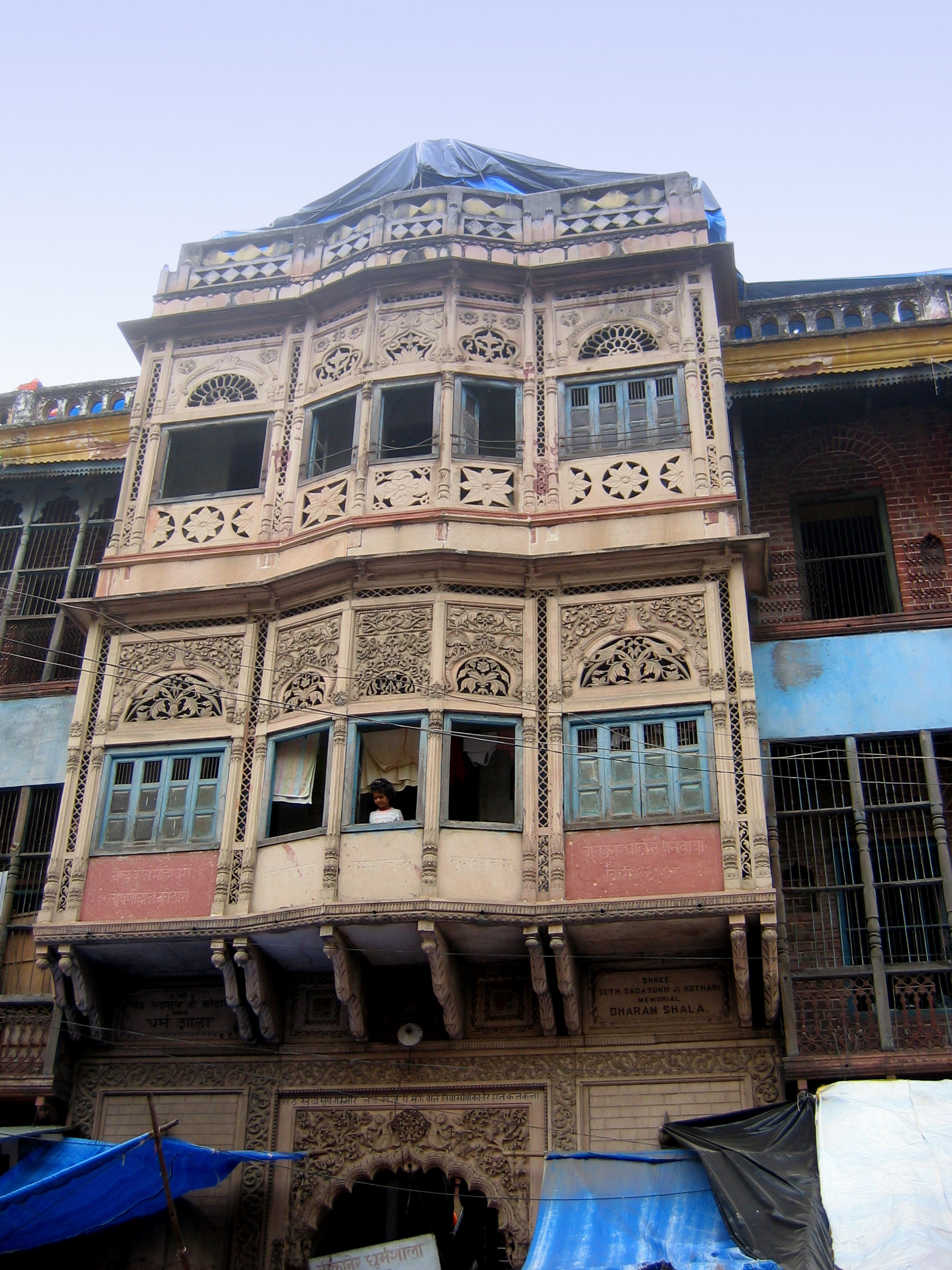
Seth Sadasukh Gambhir Chand Kothari Dharamshala, construida en 1822 en Haridwar. Donada por un hombre de negocios

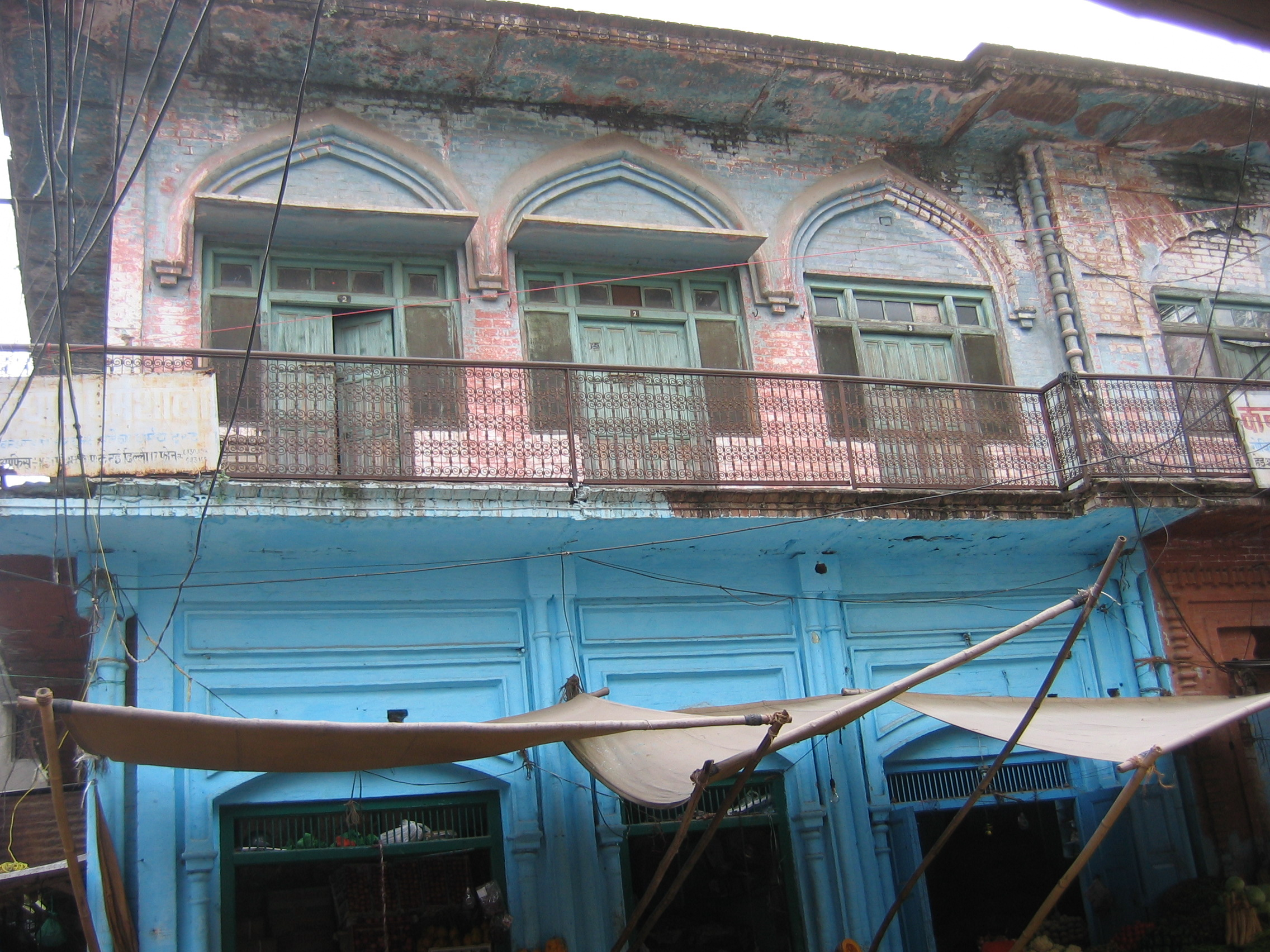
Dharamshala en Haridwar

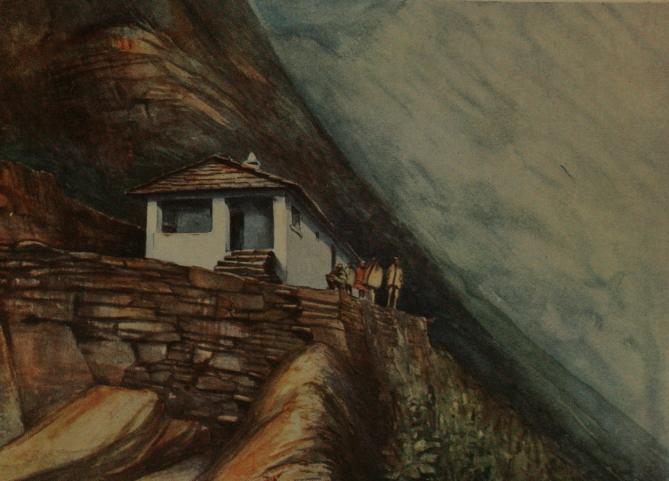
Pintura de 1905 de una dharamshala en el Tíbet

Un dharamshala (en hindi: धर्मशाला dharmaśālā) es un lugar de descanso religioso de la India. En hindi, Dharma significa 'religión' y shala  significa 'santuario', por lo que dharamshala sería un 'santuario religioso' o 'casa de descanso para los peregrinos', es decir, creada principalmente para los peregrinos religiosos o como una dotación religiosa. Aunque han desaparecido la mayoría, aún hay muchos que continúan prestando sus servicios.
La creación de dharmashalas fue una práctica común en la tradición del hinduismo, jainismo y budismo tibetano. Así como los sarai o caravasares eran los lugares de descanso de los viajeros y caravanas, los dharamshalas estaban destinados específicamente para los viajeros religiosos y se construían en lugares de peregrinación.

## Etimología
Dharamshala (Devanagari: धर्मशाला; ITRANS: Dharmashaalaa; IAST: Dharmaśālā) es una palabra hindi (derivado del sánscrito) que está compuesta de dharma (धर्म) y shālā (शाला). Una traducción libre, sería «morada espiritual» o, más vagamente, santuario».  Realizar una traducción literal exacta es problemático debido al vasto y conceptualmente rico campo semántico de la palabra dharma, y a los propios aspectos culturales de la India.
En el uso común hindi, la palabra dharamshala se refiere a un refugio o casa de descanso para los peregrinos espirituales. Tradicionalmente, tales dharamshalas se construyeron comúnmente cerca de los lugares de peregrinación (que a menudo se encuentran en zonas remotas) para dar a los visitantes un lugar para dormir durante la noche.

## Comunidades dharamshalas
Algunos de los dharmasalas se construyeron en lugares de peregrinación religiosa para una comunidad específica, casta, etnia o profesión o para personas procedentes de una región específica. A esos peregrinos generalmente se les permitía la estancia gratuita durante un tiempo limitado o se les cargaba lo mínimo, aunque a los otros peregrinos se les podía cobrar cantidades superiores.

## Ciudad en el distrito de Kangra
La ciudad acuartelamiento de Dharamsala en Himachal Pradesh, fue establecido en 1849 por los británicos, en una tierra vacía donde se había levantado un dharamshala.  De ahí que el nombre dado a la ciudad fuera el de Dharamshala.